# Хинцман, Билл
Сэмюэл Уильям «Билл» Хинцман (англ. Samuel William 'Bill' Hinzman; 24 октября 1936 — 5 февраля 2012) — американский актёр и режиссёр фильмов ужасов, сценарист, продюсер и оператор.

## Биография
Впервые Билл появился на экране в эпизодической роли кладбищенского зомби в фильме Джорджа Ромеро «Ночь живых мертвецов». Его персонаж в этом фильме можно считать первым зомби-пожирателем плоти, так как именно его персонаж первым появился на экране из всех зомби. Также он выступил сопродюсером картины (за что и получил роль). Роль Кладбищенского зомби считается самой известной и пугающей его ролью, а сам персонаж стал культовым в кругах поклонников как и картины, так и зомби-хоррора 60-х и т. д. годов.
После «Ночи» Билл принимал участие в создании таких фильмов, как «Легион ночи», где сыграл роль доктора Блума, а также снимался в фильмах «Санта Клаус» 1996 года и «Пьяный мётвый парень» (2005). Помимо этого по-прежнему сотрудничал с Джорджем Ромеро — сыграл маленькие роли в его фильмах «Время ведьм» и «Сумасшедшие». В последнем исполнил маленькую роль и выступил оператором.
В 1987 году снял свой первый фильм — «Полицейский-убийца», а в 1988 году вернулся «к истокам» и снял свой вариант «Ночи живых мертвецов» — «Пожиратель плоти: месть живых мертвецов», где исполнил роль главного зомби, который внешне был очень схож (если не сказать, что являлся прямой копией) первого персонажа Билла.
Его последним фильмом стал фильм ужасов «Река тьмы», где Билл исполнил эпизодическую роль Харви Хикса.
Билл Хинцман скончался 5 февраля 2012 года от рака.